# モロクトカゲ
モロクトカゲ（学名Moloch horridus）は、トカゲ亜目 イグアナ下目 アガマ科に分類されるトカゲの一種。オーストラリアの砂漠に生息する固有種で、変わったトカゲとして知られる。トゲトカゲとも呼ばれる。棘の多い姿が古代中東の人身御供の神モロク（モレク）を思わせることが名称の由来である。

## 形態
体長は15cmほどの小型のトカゲである。全身に円錐形の棘が並んでいるのが大きな特徴で、日本語での別名「トゲトカゲ」と、英名の"Thorny lizard"または"Thorny devil"もこのとげに由来する。
首の背中側には大きなこぶ状突起、偽の頭（false head）があり、鳥に襲われたときに切り離して身を守る。また、この偽の頭は、本物の頭を下げることで囮となり、呑みこまれないためのものと考えられる。体色は褐色のまだらもようで、砂漠にまぎれる保護色となっている。暑いときの体色は明るく、涼しいときの体色は暗く変化する。また、移動する時は体を前後に揺らしながらゆっくりと歩き、風に吹かれる枝に擬態する特徴的な歩き方をする。棘の多い姿で、これがモロクトカゲやトゲトカゲという名称の由来であるが、性質はごくおとなしい。
全身の皮膚には細い溝が走っており、これは全て口へ繋がっている。この溝は毛細管現象で水を吸い上げるので、体が少しでも濡れると水が口へ集まるようになっている。このためわずかな雨や霧からも効率よく水分を摂取することができ、水の確保が困難な砂漠に適応している。
食性は肉食性で、もっぱらアリを捕食する。アリの行列を見つけると横で立ち止まり、短い舌をすばやくひらめかせてアリを捕食してゆく。一度に1000匹以上のアリを捕食することもある。いっぽう敵はノガンやゴアナ（Goanna・オーストラリアオオトカゲ）などである。
サバクツノトカゲなどツノトカゲ類と形態が類似するが、同じイグアナ下目ながら別の科に属し、それほど類縁関係が近くはない。サバクツノトカゲとは棘の多い外見のほか、砂漠に生息しアリを主食とする点で酷似するが、収斂進化による類似である。

## 分布

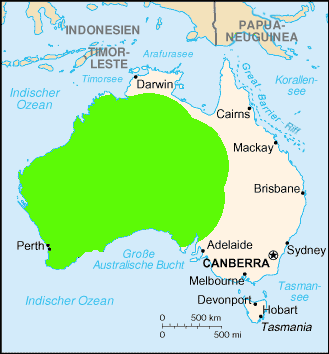
モロクトカゲの分布（黄緑色部分）

オーストラリア中部から西部にかけて分布し、ウルル周辺の砂漠に多く生息する。

## 生活環
9月から12月（オーストラリアでは春から夏）にかけてが繁殖期で、地下数十cmの所に3-10個ほど産卵する。卵は孵化までに3-4ヶ月ほどかかり、孵化した子供は自力で砂を掘り進み、地上へ姿を現す。

## 人間との関わり
オーストラリアでは固有の生物の輸出が厳しく規制されており、モロクトカゲも例に漏れず厳重に保護されている。